# Zugpókfélék

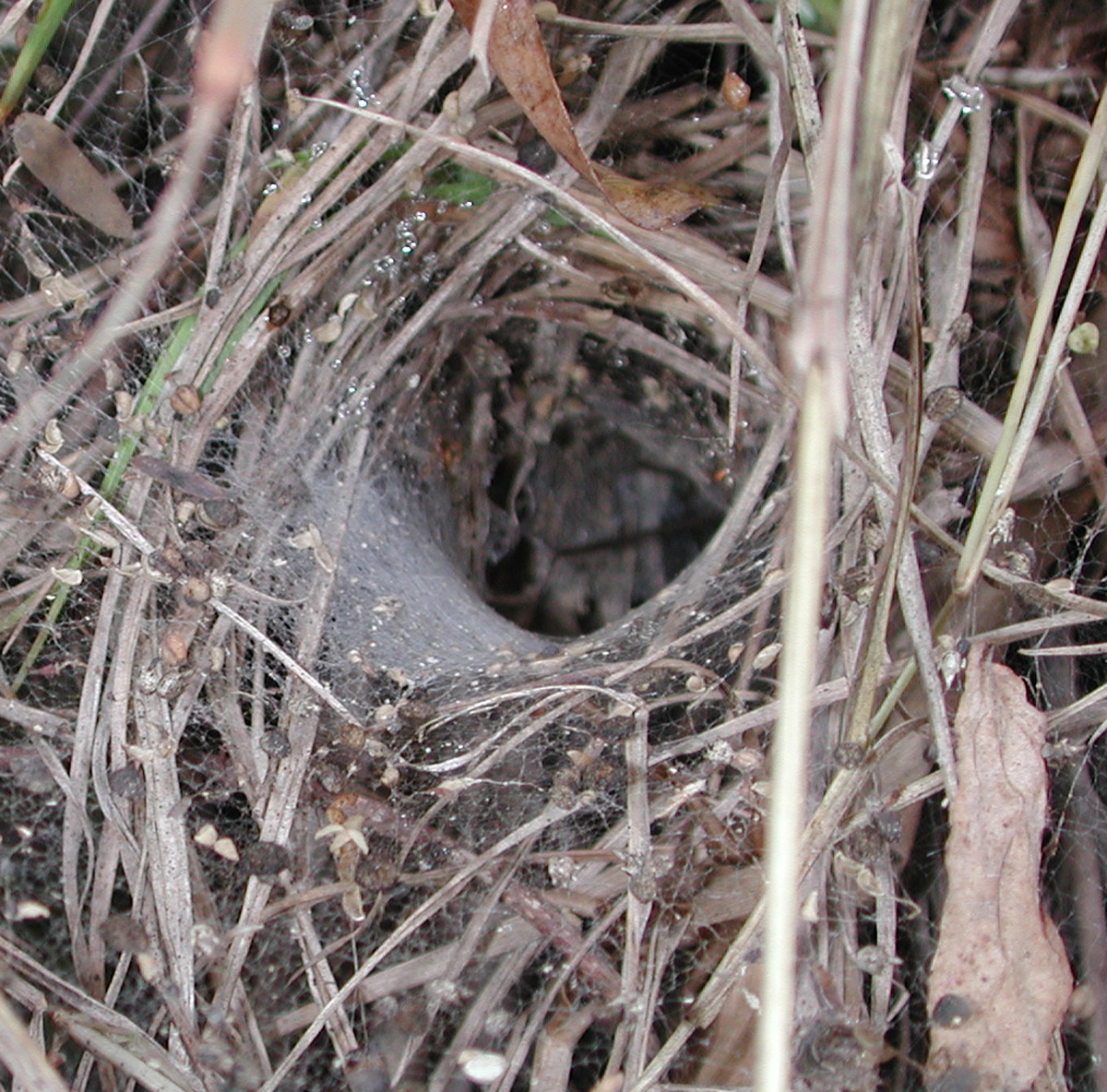
Zugpók tölcsérhálója

A zugpókfélék (Agelenidae) a pókok (Araneae) rendjébe, a  főpókok (Araneomorphae) alrendjébe tartozó család. 40 nem mintegy 500 faja tartozik közéjük.
A közönségesebb réti zugpók (Tegenaria agrestis), hegyi zugpók (Malthonica ferruginea) mellett említésre érdemesek az Agelena nem félig társas (szemiszociális) életmódot folytató pókjai, melyek Afrikában élnek, komplex közösségi hálókban. A legismertebb ezek közül az Agelena consociata. A társas életmód ezeknél a pókoknál odáig terjed, hogy közösen építik és használják a hálókat, együttműködve vadásznak és nevelik fel a kicsinyeket. Nem tették meg azonban a végső lépést a valódi társas életmód (euszocialitás) felé, mint egyes Hymenoptera-taxonok, hiszen nincsenek dolgozók vagy katonák (kasztok) és minden nőstény képes szaporodni.
A zugpókfélék többsége meglepően gyors helyváltoztatásra képes, ez a hálójukban elérheti a 2 km/h-t (kényelmes séta sebessége). Ez képessé teszi őket arra, hogy kizárólagosan gyorsaságukra hagyatkozva cserkésszék be prédájukat; a hasonló családoktól, pl. a farkaspókoktól (Lycosidae) megkülönbözteti, hogy a zsákmány elfogásához véletlenszerűen elhelyezett, a pók méretének százszorosát is elérő hálókat készítenek, amik tölcsérszerűen a pók szűk fészkébe vezetnek – innen a zugpók elnevezés.
A zugpókfélék általában a lábaikat nem beleszámítva 12–20 mm hosszúak, a legnagyobb fajok a lábakat is beleértve 50 mm körüliek.
A zugpókféléket méltatlanul gyanúsítják azzal, hogy marásuk az emberre veszélyes lenne. Valamennyi nemük közül valószínűleg még a Tegenaria-fajok mérge a legerősebb, de még ezek marása is igen ritkán okoz csak orvosilag kezelendő problémát.

## Nemek
- Agelena Walckenaer, 1805 — Palearktikum, Afrika
- Agelenella Lehtinen, 1967 — Socotra
- Agelenopsis Giebel, 1869 — Észak-Amerika
- Ageleradix Xu & Li, 2007 — Kína
- Agelescape Levy, 1996 — Mediterráneum
- Ahua Forster & Wilton, 1973 — Új-Zéland
- Allagelena Zhang, Zhu & Song, 2006 — Eurázsia
- Azerithonica Guseinov, Marusik & Koponen, 2005 — Azerbajdzsán
- Barronopsis Chamberlin & Ivie, 1941 — Kuba, USA, Bahama-szigetek
- Benoitia Lehtinen, 1967 — Kína, Afrika, Ciprus, Izrael
- Calilena Chamberlin & Ivie, 1941 — USA, Mexikó
- Hadites Keyserling, 1862 — Horvátország
- Histopona Thorell, 1869 — Európa
- Hololena Chamberlin & Gertsch, 1929 — Észak-Amerika
- Huangyuania Song & Li, 1990 — Kína
- Huka Forster & Wilton, 1973 — Új-Zéland
- Kidugua Lehtinen, 1967 — Kongó
- Lycosoides Lucas, 1846 — Mediterráneum, Azerbajdzsán
- Mahura Forster & Wilton, 1973 — Új-Zéland
- Maimuna Lehtinen, 1967 — Kelet-Mediterráneum
- Malthonica Simon, 1898 — Mediterráneum, Európától Közép-Ázsiáig, USA-tól Chiléig, Új-Zéland
- Melpomene O. P-Cambridge, 1898 — USA-tól Panamáig
- Mistaria Lehtinen, 1967 — Afrika
- Neoramia Forster & Wilton, 1973 — Új-Zéland
- Neorepukia Forster & Wilton, 1973 — Új-Zéland
- Neotegenaria Roth, 1967 — Guyana
- Novalena Chamberlin & Ivie, 1942 — USA-tól El Salvadorig
- Olorunia Lehtinen, 1967 — Kongó
- Oramia Forster, 1964 — Új-Zéland
- Oramiella Forster & Wilton, 1973 — Új-Zéland
- Orepukia Forster & Wilton, 1973 — Új-Zéland
- Paramyro Forster & Wilton, 1973 — Új-Zéland
- Porotaka Forster & Wilton, 1973 — Új-Zéland
- Pseudotegenaria Caporiacco, 1934 — Balkán, Líbia
- Rualena Chamberlin & Ivie, 1942 — USA-tól Guatemaláig
- Tararua Forster & Wilton, 1973 — Új-Zéland
- Tegenaria Latreille, 1804 — világszerte
- Textrix Sundevall, 1833 — Európa, Mediterráneum, Etiópia
- Tikaderia Lehtinen, 1967 — Himalája térsége
- Tortolena Chamberlin & Ivie, 1941 — Mexikótól Costa Ricáig
- Tuapoka Forster & Wilton, 1973 — Új-Zéland

## Fordítás
- Ez a szócikk részben vagy egészben az Araneomorph funnel-web spider című angol Wikipédia-szócikk ezen változatának fordításán alapul.  Az eredeti cikk szerkesztőit annak laptörténete sorolja fel. Ez a jelzés csupán a megfogalmazás eredetét és a szerzői jogokat jelzi, nem szolgál a cikkben szereplő információk forrásmegjelöléseként.